# Bolesław Kolasa
Bolesław Kolasa (ur. 25 października 1920 we Lwowie, zm. 16 kwietnia 2007 w Bytomiu) – polski hokeista, olimpijczyk.
Zawodnik występujący na pozycji napastnika. Reprezentował barwy Pogoni Lwów, Wisły Kraków i Polonii Bytom. 
17 razy wystąpił w reprezentacji Polski strzelając 6 bramek. Był w składzie drużyny narodowej na Igrzyskach Olimpijskich w St. Moritz w 1948.